# Dějiny Thajska

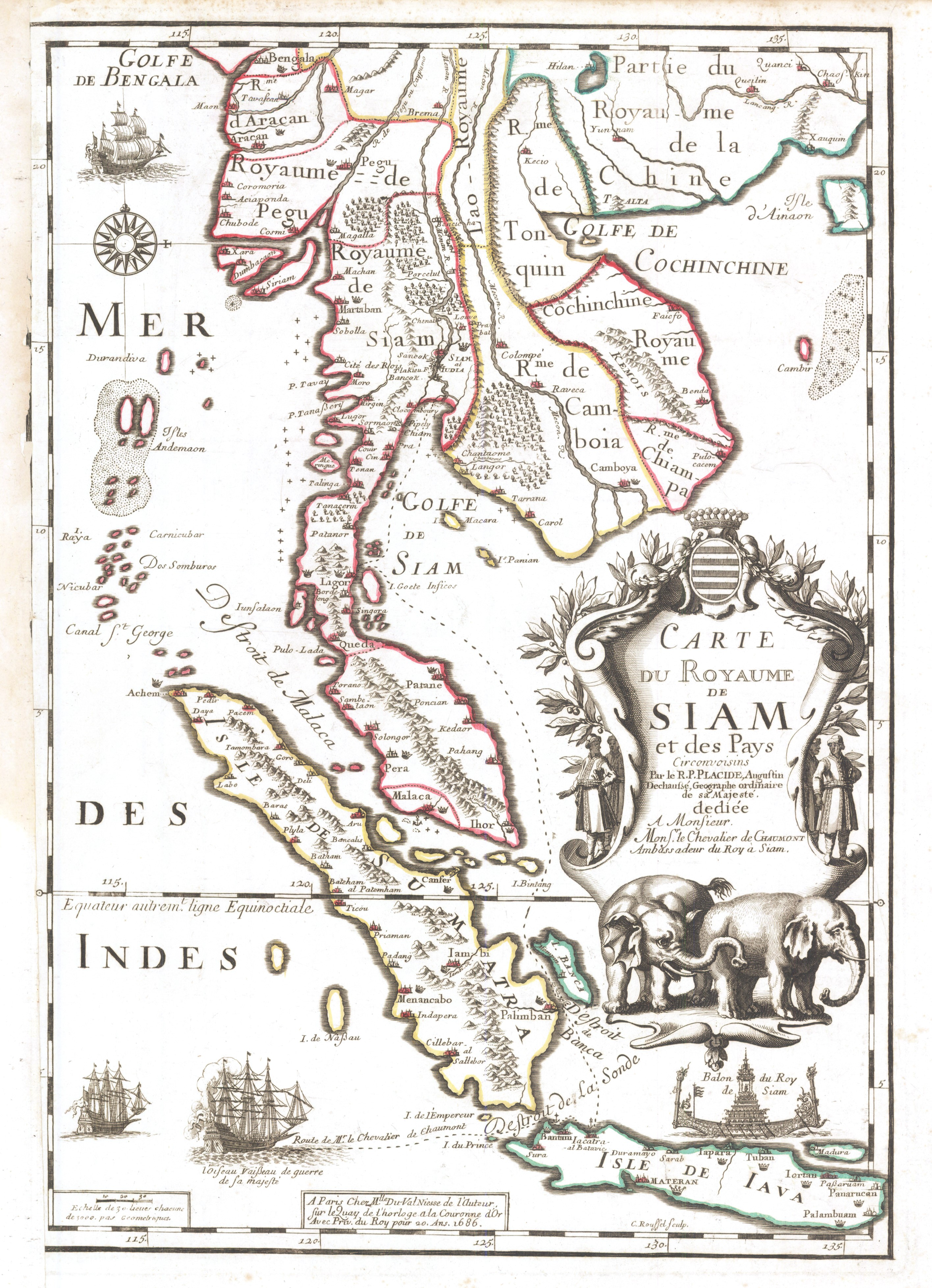
Mapa Siamu z roku 1686

Dějiny Thajska (až do roku 1939 Siam) zahrnují události na současném území Thajska a sousedních regionech jako jsou Myanmar, Laos, Kambodža a poloostrov Malacca v průběhu několika tisíc let před křesťanskou érou až po současnost.
Prvním státem na dnešním thajském území byl Dváravatí, existující v 6. až 11. století. Obývalo ho etnikum Monů. Později sem zasahovala mocná Khmérská říše. Posléze se do oblasti začali stěhovat Tajové, kteří původně žili v jihozápadní Číně. Ti založili několik království, z nichž nejvýznamnější bylo Suchothajské království, které za vlády krále Ram Khamhenga získalo mocenskou převahu na většině území dnešního Thajska, a proto je v thajské historiografii považováno za první thajský stát.
V roce 1350 byl na ústřední rovině založen nový stát Ajutthajské království. Během několika desetiletí se ajutthajským panovníkům podařilo vojenskou silou i sňatkovou politikou suchothajský stát ovládnout. Všechny státy Tajů bojovaly často proti sobě a byly vystaveny neustálému ohrožení ze strany Khmerů, Barmy a Vietnamu. Roku 1569 dobyla Ajutthajské království barmská vojska a vnutila mu vazalské postavení. Za vlády krále Naresuana Velikého svou nezávislost obnovila a v 17. století byla dokonce dominantní mocností v oblasti. V roce 1767 však podlehla nové barmské invazi, která tentokrát již království zcela zničila.
Od 19. století suverenitu thajských států ohrožovaly evropské koloniální mocnosti, Thajsko se však jako jediný jihovýchodoasijský stát koloniální nadvládě ubránilo. Zčásti díky sjednocení území králem Čulalongkornem, zčásti proto, že se Francouzi a Britové rozhodli, že Thajsko bude neutrální zónou. Po pádu absolutní monarchie v roce 1932 zažilo Thajsko šedesát let vesměs vojenských režimů. V roce 1992 nastoupilo cestu k demokracii, v roce 2014 však došlo k dalšímu vojenskému převratu.

## Dváravatí a Nan-čao

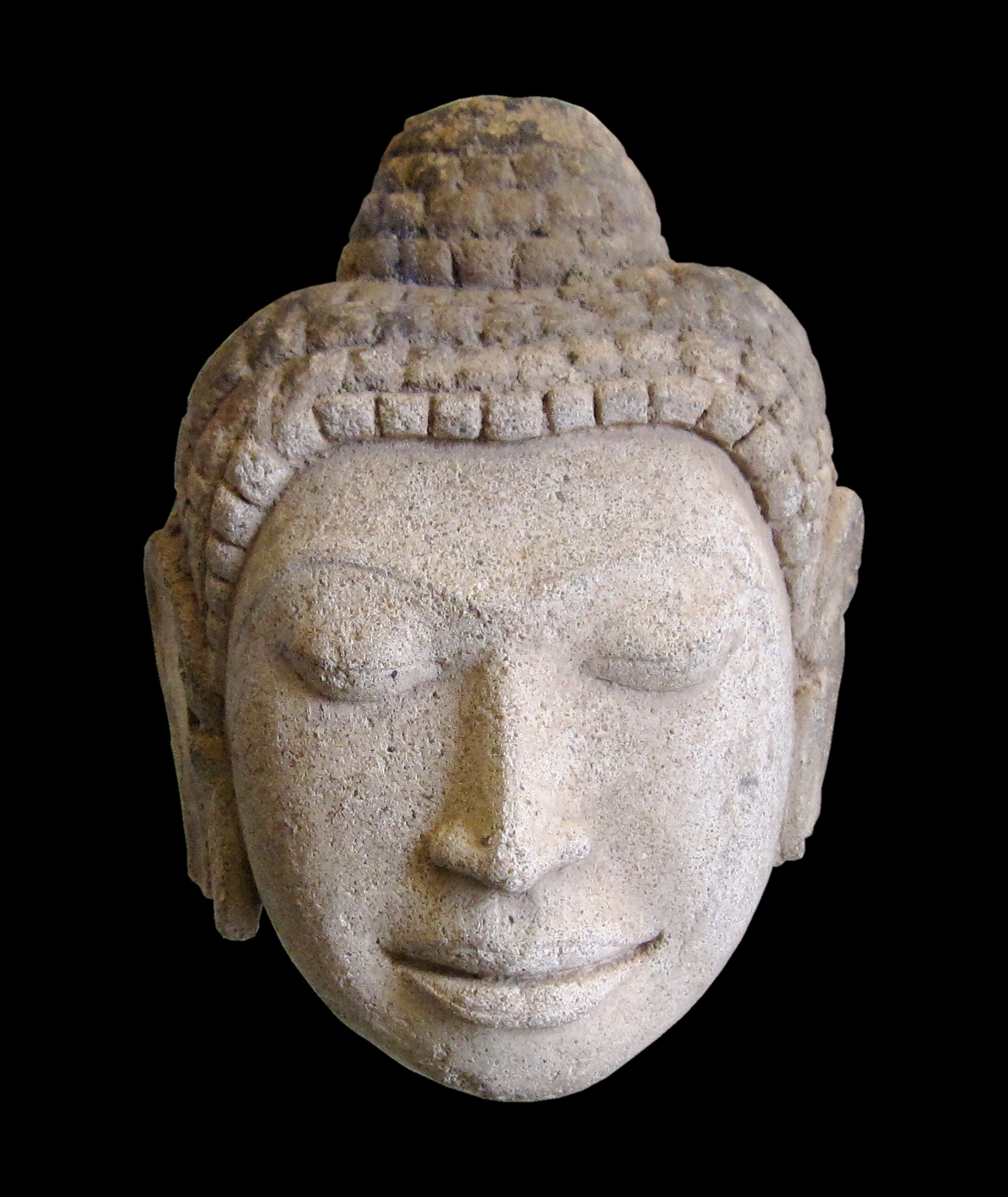
Buddha z Dváravatí, 9. století

Kultura Dváravatí se rozvinula kolem několika městských států a malých knížectví, z nich nejvýznamnějším byl U Thong, k dalším důležitým centrům patřil Nakhon Pathom. Mnoho archeologických stop bylo nalezeno též v Khu Bua. Legendy vyryté na královských urnách zaznamenaly jména tří králů: Surjavikrama (vláda 673–688), Harivikrama (688–695) a Sihavikrama (695–718). V 10. století se Dváravatí začalo dostávat pod vliv Khmerské říše a nakonec bylo napadeno a uchváceno khmerským králem Súrjavarmanem II. v první polovině 12. století. Na severu se udrželo jen knížectví Hariphunchai, které se později začlenilo do říše Lan Na. Je jisté, že lidé kultury Dváravatí hovořili a psali monským jazykem. O tom, zda to byli skutečně Monové (jež dnes žijí na území Barmy), nebo byl jazyk přijat různými etnickými skupinami v oblasti jako kulturní svorník či jazyk místní elity, vedou odborníci spory. Vyvrácena byla ovšem teorie o příchodu Tajů do Dváravatí, jejich příchod do oblasti byl pozdnější. Diskutuje se též o míře centralizace kultury. Je evidentní, že Dváravatí bylo pod silným indickým kulturním vlivem, samo slovo Dváravatí pochází ze sanskrtu a v překladu značí zhruba "to, co má brány". Bylo nalezeno na některých mincích z této éry. Kultura je často označována za buddhistickou, silný vliv však měl i hinduismus. Tradičně byla kultura umisťována do 7.-11. století, ale novější vykopávky posouvají její vznik až k roku 200.
Kmerská říše v oblasti dnešního Thajska vytvořila významné kulturní centrum v Lopburi. Khmerové byli hinduisté a postavili řadu hinduistických chrámů. Většina z nich byla později předělána na buddhistické.
Tajové žili v éře Dváravatí na jihu Číny (v dnešních provinciích Jün-nan a S’-čchuan). Vytvořili zde stát zvaný Nan-čao (čínská historiografie ovšem tajskou povahu tohoto království popírá a tvrdí, že říši vytvářeli Baiové). Jeho existence je doložena mezi 7. až 13. stoletím, tedy zhruba v době vrcholu dváravatské kultury. V roce 1253 však bylo Nan-čao vyvráceno Kublajchánem a Tajové zahájili masivní migraci na jih, především do oblasti dnešního Thajska. První tajské migrační vlny jsou však ještě starší, již ve 12. století tvořili Tajové většinu populace v oblasti centrálních planin, které ovládala Khmerská říše. Tajové se usazovali hlavně kolem Lopburi. Oblasti se pak začalo říkat „Sijam“ (což v překladu značí zhruba "lidé tmavé pleti"). Název Siam se pak udržel dlouho, byť sami Tajové ho užívali jen zřídka. Roku 1281 Tajové oblast kolem Lobpuri plně ovládli a vytvořili stát zvaný Lan Na.

## Lan Na

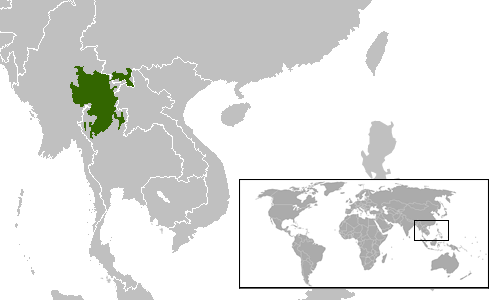
Lan Na na vrcholu územní expanze za krále Tiloka

Království Lan Na vzniklo roku 1281 sjednocením Tajů žijících na severu jihovýchodní Asie a posledního pozůstatku monské říše Hariphunchaie (s centrem v dnešním Lamphunu). Lan Nan znamená v překladu „země milionů rýžových polí“. Otcem zakladatelem říše byl král Mangrai. Nechal postavit i nové hlavní město Čiang Mai (založeno 1296). Od Monů Tajové převzali théravádský buddhismus, monští kněží a učitelé byli však postupně nahrazeni učiteli ze Srí Lanky a ze Suchothajského království, zejména díky panovníkovi Kue Naovi. Velmi vážně buddhistickou víru bral zejména král Tilok, zvaný též Tilokaraj nebo Tilokarat (vládl 1441–1487), který nechal postavit mnoho chrámů a vyrobit velké množství bronzových soch sedícího Buddhy. Za něho se království ocitlo na vrcholu moci politické i kulturní, když Tilok nejprve odrazil Ajjuthajský útok vedený Borommarachathiratem II. (1442) a poté dobyl sousední království Payao (1456). V roce 1480 poslal Tilok pomoc králi Lan Xangu (stát Laů), aby se osvobodil od vietnamské okupace. Tilok pak rozšířil říši na západ do Barmy, Lan Na však zde ztratil vliv krátce po Tilokově smrti. Posledním mocným vládcem říše byl jeho vnuk Paja Kaew, který se roku 1507 pokusil dobýt Ajjuthajského království, ovšem neúspěšně. Odpovědí byla roku 1513 invaze Ahhuthajců, jež vedla ke ztrátě Lampangu. Po nešťastném pokusu se zapojit do dynastických bojů v jednom z barmských států v roce 1523, během nějž utrpěl Lan Na zdrcující porážku, jeho moc definitivně poklesla. V roce 1545 se stal vazalem Ajjuthajského království. Později se zde realizovali i laoští vládci, od roku 1558 barmští, roku 1602 se Lan Na stalo vazalem Siamu, v roce 1614 kontrolu znovu získala Barma, roku 1775 vypuklo protibarmské povstání vedené Kawilou z Lampangu a podporované Siamem. Kawila se stal králem a vazalem Siamu. Jakousi autonomii si stát udržel, dokonce až do začátku 20. století, ale byla spíše formální. Do Thajska ho plně včlenil král Čulalongkorn. Důkazem regionální specifiky je jazyk mírně se odlišující od thajštiny, zejména v gramatice, tzv. Kham Mueang (zvaný též severothajština nebo jazyk lanna).

## Suchothajské království

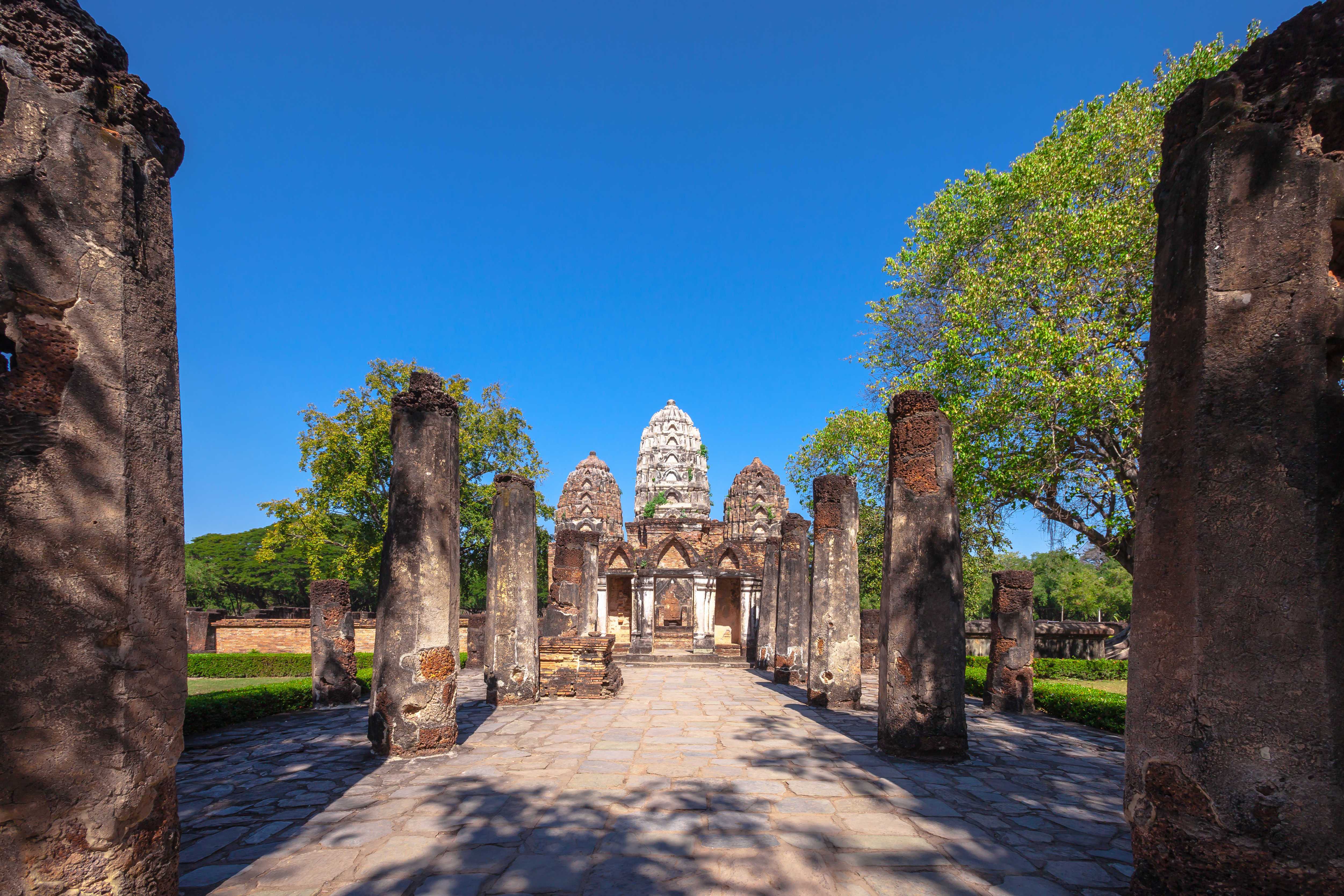
Chrám Wat Si Sawai postavený v suchothajské éře

Ve 13. století oslabila Khmerská říše. Tajové na khmerském území toho využili a roku 1238 založili nezávislý stát, Suchothajské království. Hlavním městem byl Sukhotaj. Zpočátku šlo o jeden z mnoha menších států v oblasti, ale za krále Ramy Khamhaenga (vládl 1279-1298) zahájil mohutnou územní expanzi, která vedla k ovládnutí takřka celého území současného Thajska (pouze východní provincie zůstaly pod kontrolou Khmerů). Proto je Suchothajská říše velmi důležitá pro thajskou identitu a thajský nacionalismus. Nacionální historiografie 19. století hovořila o „zlatém věku thajských dějin“ nebo o „prvním thajském státě“. Na vrcholu své moci Suchothajci ovládali i část Barmy a Laosu. Lan Na na severu byl tradiční a dlouhodobý spojenec. Za Ramy Khamhaenga se rozšířil v Suchothajském království théravádový buddhismus (díky mnichům pozvaným ze Srí Lanky) a stal se státním náboženstvím. Říše se stala jakýmsi jeho centrem, z něhož se šířil i do jiných oblastí (misie do Lan Na). Král Rama Khamhaeng je též považován za tvůrce thajského písma (měl ho vytvořit roku 1283, přičemž důkazem má být stéla objevená roku 1833, o jejímž stáří a původu se nicméně odborníci přou). Pozval do země rovněž čínské hrnčíře a Suchothajské království se stalo načas centrem výroby keramiky v čínském stylu (tradice se ovšem neudržela). Ram Khamhaeng nechal též stavět stúpy, typicky s kopulí ve tvaru poupěte lotosu. Přestože Rama Khamhaeng vytvořil všechny předpoklady pro to, aby se Suchothaj stal hegemonem v oblasti, jeho nástupci nedokázali toto očekávání naplnit. V roce 1349 začaly války s Ajutthajským královstvím, roku 1378 se Suchothajské království stalo jeho vazalem a v roce 1438 s ním zcela splynulo.

## Ajutthajské království

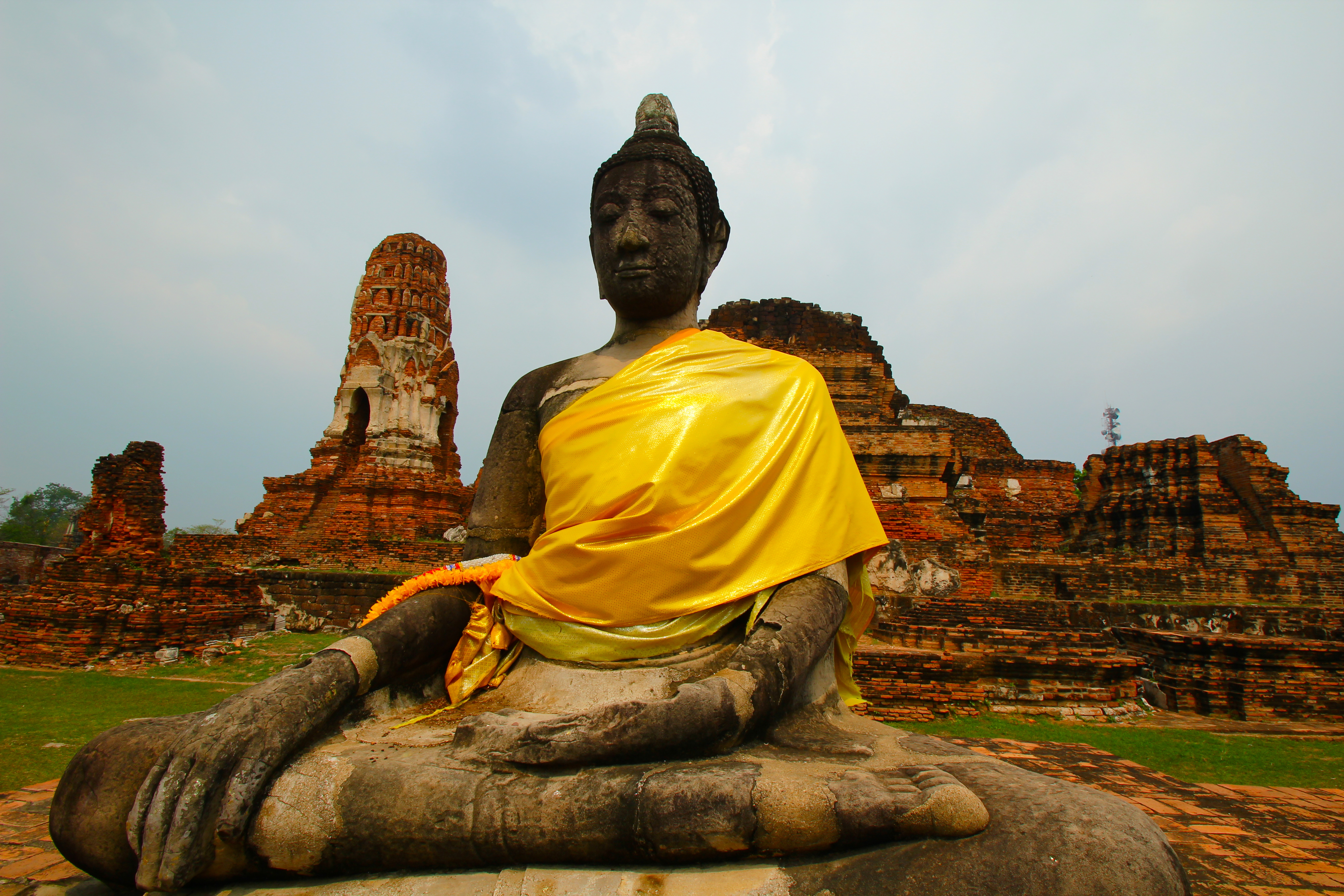
Buddha v bývalém hlavním městě Ayutthaya, které bylo roku 1767 zničeno nájezdníky z Barmy

Ajutthajské království, existující 400 let, patřilo k nejvlivnějším státům v oblasti. Za datum jeho vzniku bývá uváděn rok 1351, kdy bylo založeno hlavní město Ayutthaya (poté, co centrum Lopburi zdevastovala epidemie neštovic). Zakladatelem města i prvním králem byl U Thong. Již roku 1378 ovládl Suchothajské království, a tak i celý region. V roce 1431 si Ajutthajský stát podrobil kdysi mocný Angkor. Král Naresuan roku 1516 navázal kontakt s Portugalci a učinil z hlavního města epicentrum obchodu, mnohé evropské národy (a ovšem i Číňané, Peršané či Indové) měly v Ayutthayae svou celou čtvrť, z níž zprostředkovávaly obchod s jihovýchodní Asií. Tito cizinci království nazývali obvykle Siam, ačkoli jeho obyvatelé užívali pojmu Krung Tai. Za vlády krále Naraie (1657-1688) došlo k velkému rozmachu obchodních a diplomatických styků mezi Ajutthajskou říší a Francií, do Siamu dorazili první jezuitští misionáři a francouzští vyslanci, zatímco v letech 1684 a 1686 navštívila dvě siamská poselstva dvůr Ludvíka XIV. Mezi nejvlivnější hodnostáře na ajutthajském dvoře se zařadil řecký dosáhl dobrodruh Konstantin Phaulcon, který sice výrazně podporoval zahraniční obchod mezi Siamem a Evropou, ale současně se na něm sám bezohledně obohacoval.
V roce 1688 král Narai vážně onemocněl a vojevůdce Phetrača provedl vojenský puč, při němž byl zabit nejen Phaulcon, ale i většina členů královské rodiny. Nový král zcela změnil kurz zahraniční politiky, většinu Evropanů vypověděl ze země a orientoval se převážně na čchingskou Čínu.
Moc bohatství Ajutthajské říše byla trnem v oku sousední Barmě a jejím ambiciózním králům z taunnguské a následné Dynastie KonbaungKonbaungské dynastie. Velké barmské nájezdy proběhly v letech 1547–1549 (první barmsko-siamská válka, vítězství Barmy), 1584-1593 (vítězství Siamu) a 1759–1760 (Barmánci zvítězili, ale smrt jejich krále Alaungpaji při výbuchu děla zabránila dobytí Ajutthaji). Počátkem 18. století oslabila Ajutthajskou říši vláda psychopatického krále Luang Sorasoka (pro svou krutost zvaného Tygří král), a posléze nástupnické spory, které v roce 1732 vyústily v občanskou válku. Osudovým se stal rok 1767, kdy Barmánci centrum říše, tehdy již milionovou metropoli, dobyli a zcela vyvrátili. Asi 30 000 lidí bylo odvlečeno do zajetí, včetně královské rodiny. Za půl roku sice generál Taksin zorganizoval proti Barmáncům úspěšnou vzpouru a nechal se korunovat králem, ovšem hlavní město bylo natolik zdevastované, že své sídlo přesunul do Thonburi (dnes součást Bangkoku). Proto je rok 1767 považován za datum konce Ajutthajského království.

## Dynastie Čakrí
Taksin byl roku 1782 svými dvořany prohlášen za nepříčetného a zabit. Vlády se ujal vojenský velitel Phra Phutthayotfa Chulalok a nastoupil na trůn jakožto Ráma I. Nová dynastie Čakrí (jež sedí na thajském trůnu dodnes) přesunula hlavní město na opačný břeh řeky Čaophraja, do Bangkoku. Pokračovala v mocenské expanzi, zahájené už Taksinem, a vynutila si hegemonii na celém území mezi Barmou a Vietnamem. Koloniální pronikání Británie a Francie do regionu však představovalo vážnou hrozbu také pro Siam. Králové Mongkut (Ráma IV., 1851–1868) a Čulalongkorn (Ráma V., 1868–1910) reagovali vstřícnou diplomacií, územními ústupky a reformami, které měly jednak zvýšit prestiž Siamu v očích mocností, jednak upevnit centralizovanou státní moc na územích, která byla dosud vůči Bangkoku ve volném vazalském poměru. Tak vznikl moderní thajský stát v nynějších hranicích.

## 20. století
Za vlády krále Rámy VI., 24. června 1932, byla státním převratem zavedena konstituční monarchie. V době 2. světové války podpořila vláda Plaeka Phibunsongkhrama Japonsko. V říjnu 1940 thajský režim napadl francouzskou Indočínu. Válka bez jasného vítěze skončila v květnu 1941 uzavřením míru zprostředkovaného Japonskem. Na nátlak Japonska vichistická Francie Thajcům postoupila sporná území. Během druhé světové války se Thajsko stalo součástí tzv. Velké východoasijské sféry vzájemné prosperity, ovládané Japonci. Někteří thajští politici udržovali styky se Spojenci a vytvořili odbojovou organizaci Seri Thaj. Po válce se tato frakce, v jejímž čele stál Pridi Phanomjong, chopila moci a následovalo období demokratičtější politiky. Dvojice státních převratů v letech 1947 a 1948 přivedla k moci opět Plaeka Phibunsongkhrama a Thajsko se zapojilo do studené války na straně USA. Sarit Thanarat, který se postavil do čela vlády po dalších dvou převratech na konci 50. let, začal znovu zdůrazňovat úlohu monarchie v thajské společnosti.
V říjnu 1973, za rozsáhlých demonstrací v hlavním městě, tehdejší předseda vlády Thanom Kittikačorn uprchl ze země a král jmenoval úřednickou vládu. Po třech letech reforem a volených vlád však byl obnoven vojenský režim. Od konce 70. let se další vojenské vlády snažily o soužití s voleným parlamentem a po volbách v roce 1988 vznikla civilní vláda. Ta byla svržena vojenským převratem roku 1991, ale v roce 1992, během nové vlny demonstrací, byl vojenský režim donucen odstoupit. Po těchto událostech byla za účasti široké veřejnosti sepsána nová ústava a parlament ji v roce 1997 přijal.

## 21. století

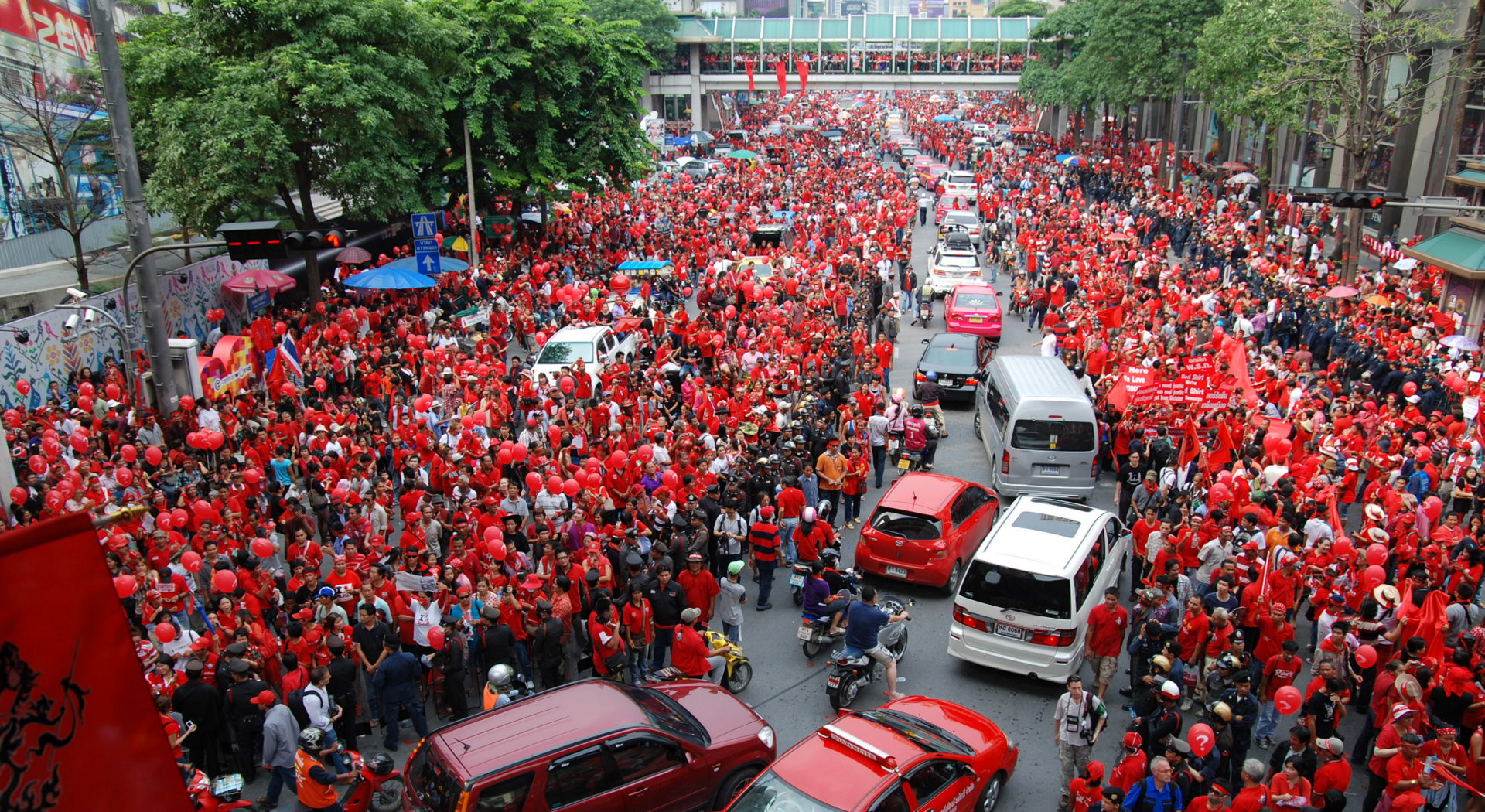
Protesty v roce 2010

Roku 2001 byl ministerským předsedou zvolen telekomunikační magnát Tchaksin Šinavatra. Díky většině, kterou jeho strana Thaj rak Thaj (TRT) získala v parlamentu, mohl zahájit program reforem ekonomické i sociální politiky. Po volbách roku 2005 se parlamentní převaha TRT ještě zvýšila, vyvstala jí však silná opozice v hlavním městě. 19. září 2006 došlo k vojenskému převratu. Vojenskou juntu vedl generál Sonthi Boonyaratkalin, ústava z roku 1997 byla zrušena. Juntou jmenovaná vláda prosadila 10. srpna 2007 ve veřejném referendu novou ústavu a 23. prosince 2007 se konaly nové volby, ve kterých zvítězila strana Pchak pchalang pračcháčchon (PPP), kterou vedl Samak Sundaravej. V této straně působila řada bývalých členů TRT, která byla za vojenského režimu soudně zakázána. PPP zformovala koalici s dalšími pěti stranami. Lidové sdružení pro demokracii, které organizovalo protivládní aktivity před převratem, ihned obnovilo svou činnost. Demonstrace v hlavním městě vyvrcholily v listopadu 2008 obsazením vládních budov a obou mezinárodních letišť. Za této situace vydal ústavní soud rozhodnutí, kterým rozpustil vládnoucí stranu a zakázal některým členům na pět let politickou činnost. Tím se změnilo složení parlamentu a opoziční Demokratická strana byla schopna sestavit novou vládu premiéra Apchisita Vedžadžívy v koalici s několika menšími stranami a s jednou z frakcí bývalé PPP. Stoupenci opozice opakovaně demonstrovali za uspořádání nových voleb. Rozsáhlé protesty na jaře 2010 vedené hnutím Jednotná fronta za demokracii proti diktatuře armáda potlačila, přičemž bylo 90 demonstrantů zastřeleno a přes 1900 zraněno.
Po mnohaměsíčních protivládních protestech provedla thajská armáda 22. května 2014 státní převrat a vládu v zemi převzala vojenská junta.